# Bradley James
Den här artikeln är helt eller delvis baserad på material från engelskspråkiga Wikipedia.
Bradley James, född 11 oktober 1983 i Exeter, Devon, England, är en brittisk skådespelare. Han är mest känd för sin roll som unge Kung Arthur (tidigare Prins Arthur) i BBC:s fantasyserie "Merlin" (2008).

## Biografi
James och hans familj flyttade från Storbritannien till Jacksonville, Florida när han var nio år. Under sin vistelse i USA gick han på Crown Point Elementary School, sedan Fletcher Middle School och Madeley High.
James är ett fotbollsfan och deltar årligen i sportliga välgörenhetsevenemang. När han var yngre ville han antingen bli fotbollsspelare eller skådespelare.

## Skådespelarkarriär

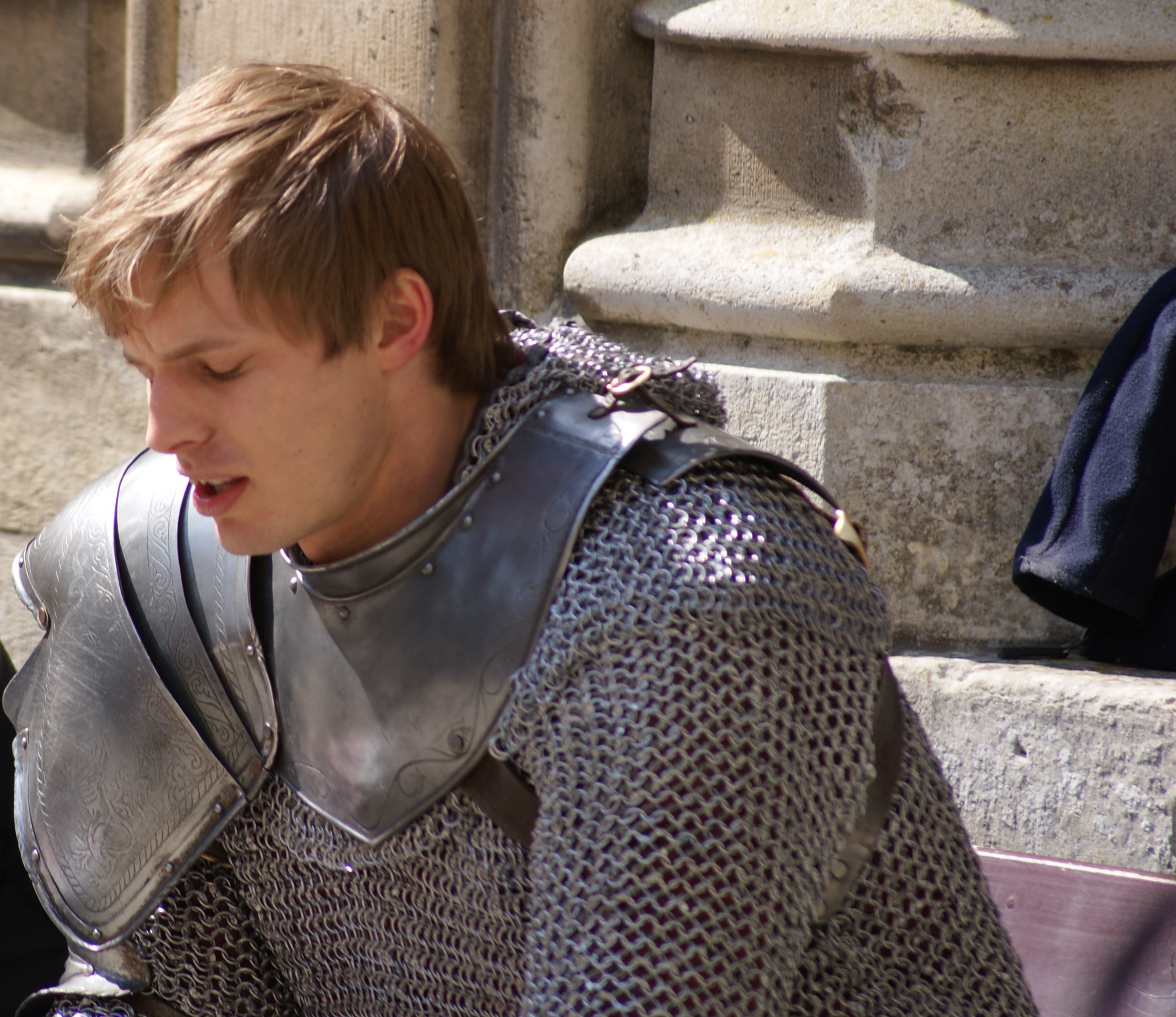
Bradley som Kung Arthur Pendragon under inspelning av tv-serien Merlin, 2010.

Efter sin skolgång i USA började han på Drama Centre London i England, och hans första roll var i TV-serien Lewis år 2008. Han spelade också Ben in BBCs dramaserie Dis/Connected.
Hans genombrott som skådespelare var som Prins Arthur i BBC:s fantasyserie Merlin. Merlin har haft stora framgångar i såväl Storbritannien som Sverige och USA. Seriens femte och sista säsong avslutades i december 2012 och sändes på BBC One i Storbritannien.

## Filmografi
| År        | Titel                      | Roll          | Noteringar                                 |
| --------- | -------------------------- | ------------- | ------------------------------------------ |
| 2008      | Lewis                      | Jack Roth     | Avsnitt "Music to Die For"                 |
| 2008      | Dis/Connected              | Ben           | TV-film                                    |
| 2008–2012 | Merlin                     | Arthur        |                                            |
| 2009      | The Real Merlin and Arthur | Sig själv     | TV-dokumentär tillsammans med Colin Morgan |
| 2012      | Fast Girls                 | Carl          |                                            |
| 2015      | iZombie                    | Lowell Tracey | Säsong 1, Avsnitt 5-9                      |

2020 The Liberator